# Malpas (Cheshire)
Malpas is een civil parish in het bestuurlijke gebied Cheshire West and Chester, in het Engelse graafschap Cheshire met 171 inwoners.